# Dona Drake
Dona Drake, nata Eunice Westmoreland (Miami, 15 novembre 1914 – Los Angeles, 20 giugno 1989), è stata una cantante, ballerina e attrice statunitense.
Era sposata con il noto costumista Travilla.

## Filmografia parziale
- Coniglio o leone? (Strike Me Pink), regia di Norman Taurog (1936)
- Aloma dei mari del sud (Aloma of the South Seas), regia di Alfred Santell (1941)
- Il Re della Louisiana (Louisiana Purchase), regia di Irving Cummings (1941)
- Signorine, non guardate i marinai (Star Spangled Rhythm), regia di George Marshall (1942)
- Avventura al Marocco (Road to Morocco), regia di David Butler (1942)
- Vogliamo dimagrire (Let's Face It), regia di Sidney Lanfield (1943)
- California Express (Without Reservation), regia di Mervyn LeRoy (1946)
- Un'altra parte della foresta (Another Part of the Forest), regia di Michael Gordon (1948)
- Così questa è New York (So This Is New York), regia di Richard Fleischer (1948)
- Solo contro il mondo (The Doolins of Oklahoma), regia di Gordon Douglas (1949)
- La foglia di Eva (The Girl from Jones Beach), regia di Peter Godfrey (1949)
- Peccato (Beyond the Forest), regia di King Vidor (1949)
- Le avventure di Capitan Blood (Fortunes of Captain Blood), regia di Gordon Douglas (1950)
- Rodolfo Valentino (Valentino), regia di Lewis Allen (1951)
- Il quarto uomo (Kansas City Confidential), regia di Phil Karlson (1952)
- Il ritorno dei vendicatori (Bandits of Corsica), regia di Ray Nazarro (1953)
- Il terrore del Golden West (Son of Belle Starr), regia di Frank McDonald (1953)
- La principessa del Nilo (Princess of the Nile), regia di Harmon Jones (1954)